# Карпов, Владимир Борисович
Влади́мир Бори́сович Ка́рпов (бел. Уладзімір Барысавіч Карпаў, 13 [26] февраля 1912, Хвалынск, Саратовская губерния — 6 августа 1977, Минск) — советский, белорусский писатель и критик.

## Биография

Могила Карпова на Восточном кладбище Минска.

Владимир Борисович Карпов родился в семье земского врача. В голодном 1921 году вместе с матерью Александрой Назаровной, братом и сестрой был эвакуирован в Белоруссию, которая стала ему второй родиной. С 1929 года работал на лесопильном заводе, затем учителем. Заочно окончил Минский пединститут (1941).
Во время Великой Отечественной войны участник коммунистического подполья и партизанского движения в Белоруссии, был заместителем командира спецгруппы Минского обкома КПБ. Подпольные клички "Володя", "Учитель".
После освобождения Минска преподавал язык и литературу, заведовал учебной частью средней школы № 42. Работал в газете «Советская Белоруссия», в 1945 году был ответственным секретарем газеты «Літаратура і мастацтва», в 1947—1960 заведовал отделом прозы и критики в журнале «Полымя». Член Союза писателей СССР с 1946 года.

## Литературная деятельность
Выступал в печати с рецензиями и статьями с 1945 года. Автор книг литературно-критических статей «По пути зрелости» (1952), «Крылатый взлёт» (1966). С 1949 года выступал как прозаик. Повесть «Без нейтральной полосы» (1950), роман «Немиги кровавые берега» (1962) о борьбе белорусских партизан и подпольщиков Минска с немецко-фашистскими захватчиками. В романах «За годом год» (1955—56), «Весенние ливни» (1959—60), «Сотая молодость» (1969) показал жизнь рабочего класса, интеллигенции республики. Все четыре романа составили цикл «На перевале века».
Написал книгу воспоминаний и рассказов «Признание в ненависти и любви» (1976), один из авторов книги «Мы расскажем о Минске» (1964), автор текста для фотоальбома «Минск» (1965). Составитель книг «Город и годы» (1967), «Сквозь огонь и смерть» (1970). В 1983—1985 годах вышел сборник автора в 5 томах.
Умер 6 августа 1977 г. в Минске.

## Награды
- Орден Трудового Красного Знамени;
- Орден Красной Звезды;
- Медаль «За боевые заслуги»;
- другие медали.

Семья
Жена - Мария Михалева (род. д. Жоровка Любанский район)
Дети: Светлана (умерла в младенчестве), Владимир (1938), Людмила

## Память
- Имя В. Б. Карпова присвоено библиотеке в г.п. Комарин (Брагинский район, Гомельская область);
- его именем названа улица в Минске;
- на доме в Минске, где жил писатель, установлена мемориальная доска.

## Список произведений
Карпов В.Б. Без нейтральной полосы
Цикл "На перевале столетия", в который вошли романы:
"Немиги кровавые берега"
"За годом год"
"Весенние ливни"
"Сотая молодость"
"Признание в ненависти и любви"
- Карпов В. Б. Весенние ливни. Сотая молодость = Вясеннія ліўні. Сотая маладосць. — М.: Советский писатель, 1977. — 832 с. — 100 000 экз.
- Карпов В. Б. Признание в ненависти и любви = Прызнанне ў нянавісці і любві / Пер. Л. Карпова. — М.: Советский писатель, 1978. — 350 с.
- Карпов В. Б. Немиги кровавые берега = Нямігі крывавыя берагі. — М.: Советский писатель, 1979.
- Карпов В. Б. Сотая молодость = Сотая маладосць. — Минск: Мастацкая літаратура, 1980. — 396 с.
- Карпов В. Б. Собрание сочинений в 5-ти томах / Редкол. М. М. Карпова и др.. — Минск: Мастацкая літаратура, 1984.